# آیرونتون (میشیگان)
آیرونتون (به انگلیسی: Ironton) یک منطقهٔ مسکونی در ایالات متحده آمریکا است که در میشیگان واقع شده‌است. آیرونتون ۲٫۵۶ کیلومتر مربع مساحت و ۱۴۰ نفر جمعیت دارد و ۱۹۸٫۱۲ متر بالاتر از سطح دریا واقع شده‌است.